# Margaret Lee
Pour les articles homonymes, voir Lee.
Margaret Lee, née Margaret Gwendolyn Box,  le 4 août 1943 à Wolverhampton, et morte le 24 avril 2024 à Londres,, est une actrice britannique.

## Biographie
Margaret Gwendolyn Box, naît  le 4 août 1943 à Wolverhampton, en Angleterre, mais élevée à Londres, Margaret Lee fait ses études à l'Académie d'art théâtral Italia Conti (en) de Londres, dont elle sort diplômée en 1960. Elle s'installe à Rome peu après pour poursuivre une carrière cinématographique. Sa capacité à parler couramment l'anglais et l'italien lui a permis de se doubler elle-même dans certains films.

### Comédies avec Franco et Ciccio

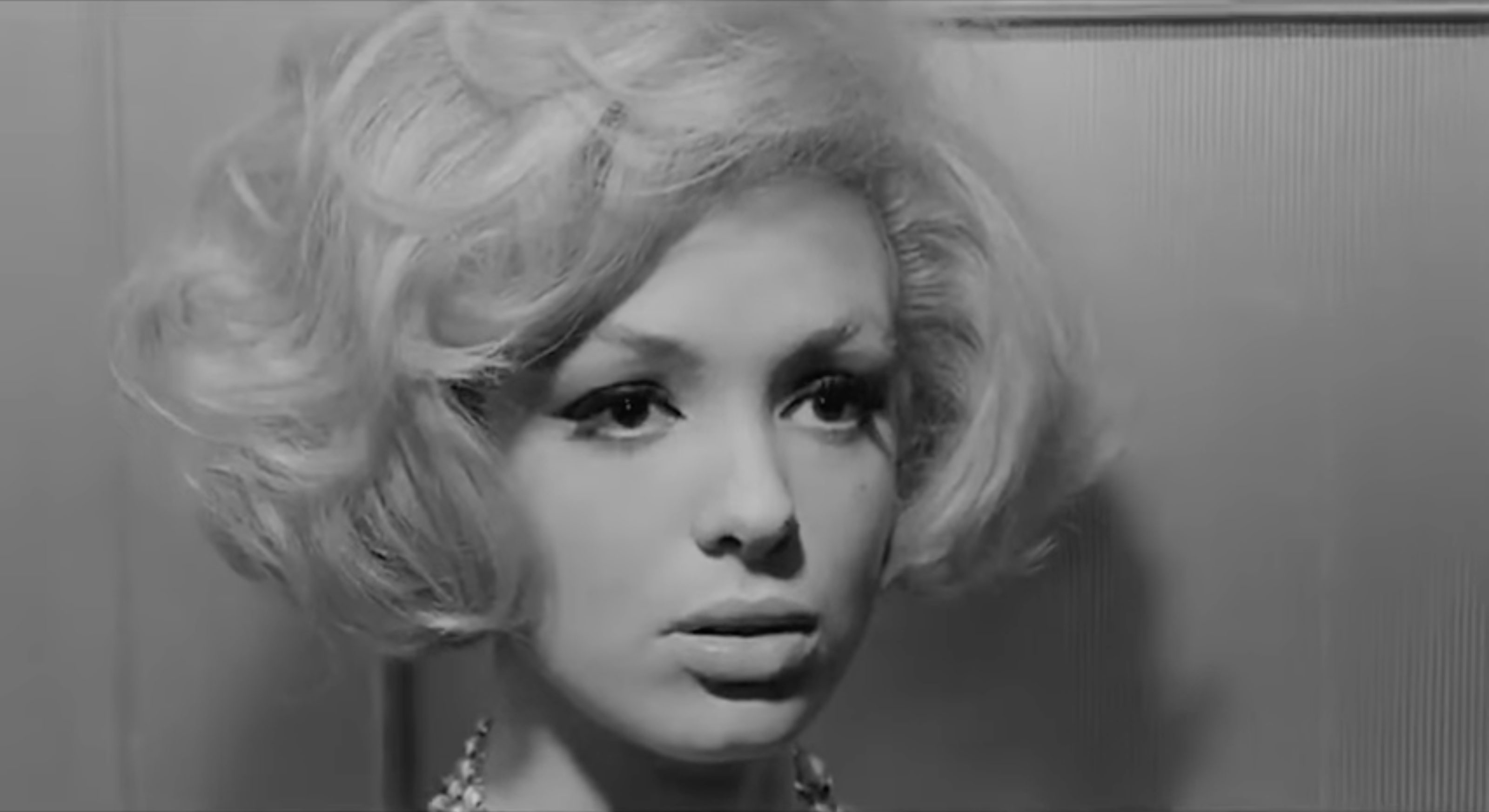
Margaret Lee dans Casanova à l'italienne (1965).

Margaret Lee débute au cinéma dans le péplum Maciste contre les monstres (1962), où elle joue le rôle principal féminin aux côtés de Reg Lewis, mais c'est une série de comédies populaires qui fait de Lee une vedette en Italie. Avec sa coiffure blonde et bouffante inspirée de celle de Marilyn Monroe, Lee passe la première moitié des années 1960 à apparaître dans de nombreuses parodies et comédies italiennes, dont plusieurs mettent en scène le duo comique populaire Franco et Ciccio, comme par exemple dans Les Trois Ennemis (1962), Deux Samouraïs et cent geishas (1963), Avventura al motel (1963), Les filous font la loi (1963), Les Deux Sergents du général Custer (1965) ou Franco, Ciccio et les Veuves joyeuses (1968). Ces films connaissent un grand succès en Italie et font de Lee une actrice de cinéma très connue.
Elle apparaît également dans le film Totò la nuit (1962), aux côtés des deux grands comédiens et comiques italiens que sont Totò et Erminio Macario.

### Films d'espionnage
Vers le milieu des années 1960, Margaret Lee s'éloigne des comédies et figure dans une longue série de films d'espionnage, où elle joue souvent des femmes fatales. Son apparence a également changé : elle a abandonné son allure de blonde inspirée de Marilyn Monroe pour devenir brune. Les films d'espionnage les plus célèbres dans lesquels Lee a joué sont Le Tigre se parfume à la dynamite (1965) de Claude Chabrol, Fureur sur le Bosphore (1965) de Sergio Grieco ou Ramdam à Rio (1966) de Henry Levin et Arduino Maiuri (it).

### Productions Harry Allan Towers

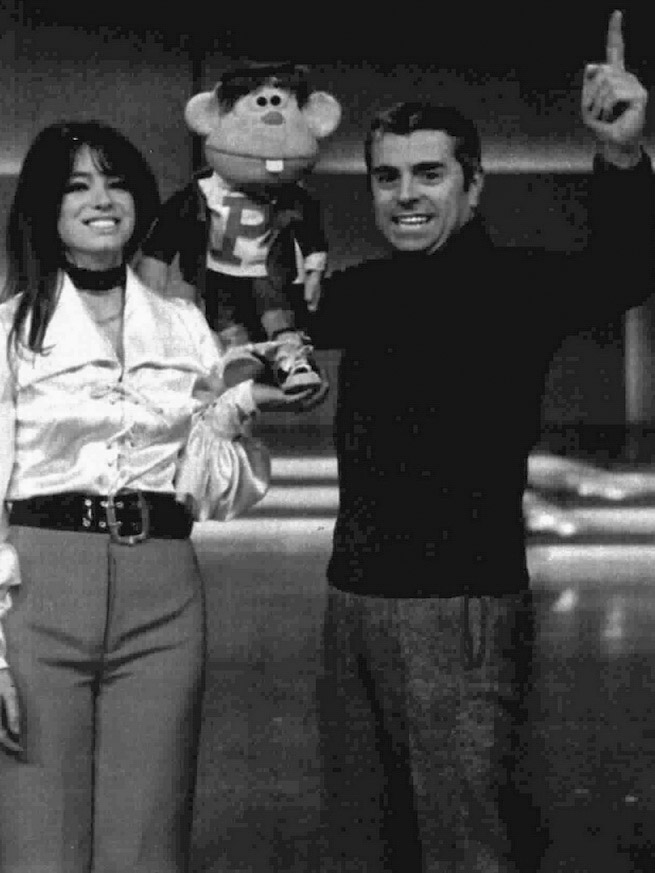
Margaret Lee, Raffaele Pisu et la marionnette Povolino en 1970.

La beauté et le talent de Margaret Lee ont également attiré l'attention du producteur britannique de films Harry Alan Towers, qui a donné à Lee une plus grande reconnaissance internationale en lui confiant des rôles de premier plan dans plusieurs de ses productions, à commencer par le thriller britannique Le Cirque de la peur (1966), réalisé par John Llewellyn Moxey. Towers a également fait jouer Lee dans la comédie d'espionnage Opération Marrakech (1966), réalisée par Don Sharp ; le film d'action Five Golden Dragons (1967), réalisé par Jeremy Summers ; les gialli Liz et Helen de Riccardo Freda, Venus in Furs (1969) et Le Trône de feu (1970), tous deux réalisés par Jesús Franco ; et enfin dans Le Dépravé (1970), réalisé par Massimo Dallamano.
Dans Le Cirque de la peur, Five Golden Dragons, Venus in Furs et Coplan sauve sa peau d'Yves Boisset, Lee partageait la vedette avec le célèbre acteur allemand Klaus Kinski (qui était également un habitué des productions de Harry Alan Towers). Le duo Lee-Kinski s'est avéré très populaire auprès des cinéphiles, en particulier en Italie, et ils ont continué à jouer ensemble jusqu'au début des années 1970, apparaissant dans 12 films au total.

### Apparitions télévisuelles
En 1972, Margaret Lee a joué en tant qu'invitée dans la série télévisée britannique Poigne de fer et séduction, dans l'épisode Le Jeu des nombres.
Margaret Lee est populaire à la télévision italienne dans les années 1960, où elle apparaît comme soubrette aux côtés du célèbre chanteur Johnny Dorelli. Lee joue avec Dorelli dans son premier film Arrriva Dorellik (1967).
Margaret Lee incarne le rôle de Cendrillon dans la série télévisée italienne Il Cenerentola en 1969.

### Fin de carrière
Au début des années 1970, Margaret Lee participe de plus en plus à des films d'exploitation, caractéristiques de cette époque dans le cinéma italien, avec en point d'orgue le giallo extrêmement sordide et violent de Fernando Di Leo, La Clinique sanglante (1971). Elle disparaît du monde du cinéma italien en 1974 et retourne en Angleterre. Lee revient en Italie en 1981 et fait un petit retour au cinéma dans la comédie Les Derniers Monstres (1982) de Dino Risi, où elle retrouve son ancien partenaire Johnny Dorelli. Mais le retour de Lee sera de courte durée puisqu'elle n'apparaîtra que dans un seul autre film, la très obscure comédie policière Stangata napoletana (it) (1983), avant de se retirer complètement du cinéma et de s'installer aux États-Unis.

### Vie privée
Margaret Lee se marie avec Gino Malerba en 1963, ils ont deux enfants, dont Roberto Malerba. Ils sont divorcés.

## Filmographie

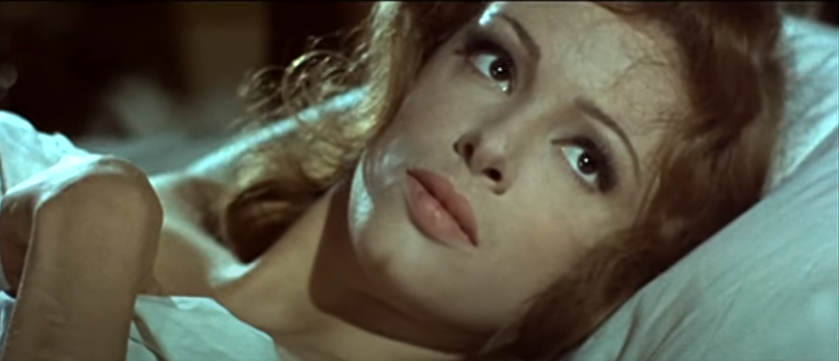
Margaret Lee dans Cinq pour l'enfer en 1969.

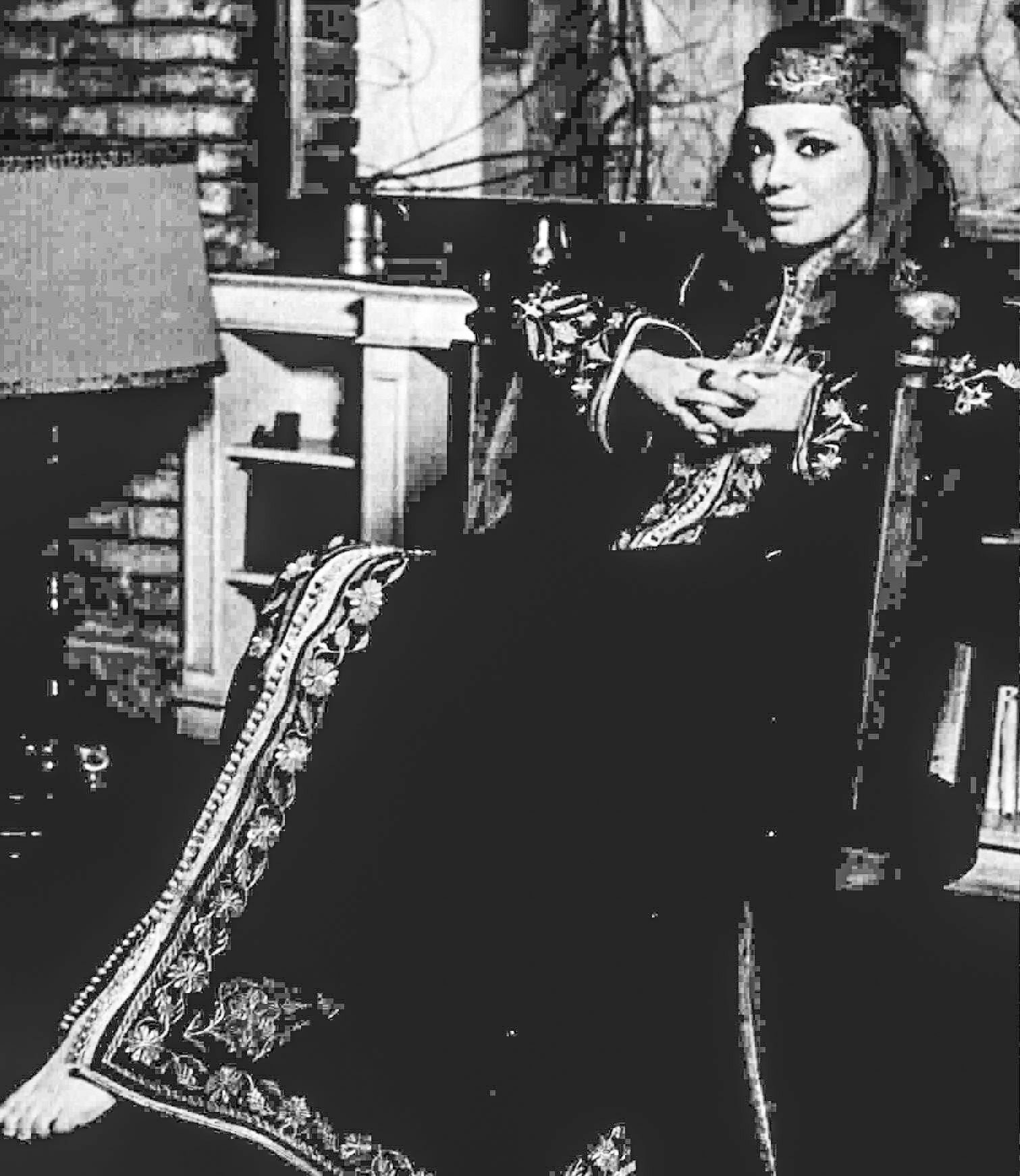
Margaret Lee dans le Radiocorriere en 1970.

### Cinéma
- 1962 : Maciste contre les monstres (Maciste contro i mostri) de Guido Malatesta : Moah
- 1962 : Les Trois Ennemis (I tre nemici) de Giorgio Simonelli : Sonia
- 1962 : Totò la nuit (Totò di notte n. 1) de Mario Amendola : elle-même
- 1963 : Deux Samouraïs et cent geishas (Due samurai per cento geishe) de Giorgio Simonelli : Mara
- 1963 : Avventura al motel de Renato Polselli : Margaret
- 1963 : Siamo tutti pomicioni de Marino Girolami : Linda
- 1963 : Cléopâtre (Cleopatra) de Joseph L. Mankiewicz (non créditée)
- 1963 : Samson l'Invincible (Sansone contro i pirati) de Tanio Boccia : Amanda
- 1963 : Les filous font la loi (Gli imbroglioni) de Lucio Fulci : Adelina
- 1963 : I quattro tassisti de Giorgio Bianchi : la fille avec la robe en fleur
- 1963 : Vino, whisky e acqua salata de Mario Amendola : la danseuse espionne
- 1964 : Les Maniaques (I maniaci) de Lucio Fulci : Rosalie
- 1964 : Boulevard du vice (Via Veneto) de Giuseppe Lipartiti
- 1964 : Un monstre et demi (Un mostro e mezzo) de Steno : Christine
- 1964 : Deux Dangers publics (I due pericoli pubblici) de Lucio Fulci : Floriana
- 1964 : Les Martiens ont douze mains (I marziani hanno dodici mani) de Castellano et Pipolo : la secrétaire
- 1964 : Due mattacchioni al Moulin Rouge de Carlo Infascelli et Giuseppe Vari : Perla
- 1964 : À genoux devant toi (In ginocchio da te) d'Ettore Maria Fizzarotti : Beatrice Di Bassano
- 1965 : Questa volta parliamo di uomini de Lina Wertmüller : Lilly
- 1965 : Le Tigre se parfume à la dynamite de Claude Chabrol : Pamela Mitchum
- 1965 : Casanova à l'italienne (Letti sbagliati) de Steno : Mme Luzi
- 1965 : Casanova 70 (Casanova '70) de Mario Monicelli : Lolly
- 1965 : Meurtre à l'italienne (Io uccido, tu uccidi) de Gianni Puccini : Milena
- 1965 : Le Lit à deux places (Racconti a due piazze), segment Mourir pour vivre d'Alvaro Mancori : Carmela
- 1965 : Les Deux Sergents du général Custer (I due sergenti del generale Custer) de Giorgio Simonelli : Beth Smith
- 1965 : Fureur sur le Bosphore (Agente 077 dall'oriente con furore) de Sergio Grieco : Evelyn Stone
- 1965 : L'Amant paresseux (Il morbidone) de Massimo Franciosa : Daniela
- 1966 : Le Cirque de la peur (Circus of Fear) de John Llewellyn Moxey : Gina
- 1966 : Opération Marrakech (Our Man in Marrakesh) de Don Sharp : Samia Voss
- 1966 : New York appelle Superdragon (New York chiama Superdrago) de Giorgio Ferroni : Cynthia Fulton
- 1966 : La baronne s'en balance (La vedovella) de Silvio Siano : Susanna Andreoni
- 1966 : On a volé la Joconde de Michel Deville : Marie-Christine Lemercier
- 1966 : Trois Nuits de violence (Tre notti violenti) de Nick Nostro : Christina
- 1966 : Djurado de Giovanni Narzisi (it) : Mitzy
- 1966 : Le Carnaval des barbouzes (Gern hab' ich die Frauen gekillt) d'Alberto Cardone, Louis Soulanes, Sheldon Reynolds et Robert Lynn : Agent Linda
- 1966 : Ramdam à Rio (Se tutte le donne del mondo) de Henry Levin et Arduino Maiuri (it) : Grace
- 1967 : Le Tigre sort sans sa mère (Da Berlino l'apocalisse) de Mario Maffei : Olivia
- 1967 : Coup de maître au service de sa majesté britannique (Colpo maestro al servizio di Sua Maestà britannica) de Michele Lupo : Evelyn
- 1967 : Le Soleil des voyous de Jean Delannoy : Betty
- 1967 : Five Golden Dragons de Jeremy Summers : Magda
- 1967 : Arrriva Dorellik de Steno : Baby Eva
- 1967 : Fantômes à l'italienne (Questi fantasmi) de Renato Castellani : Sayonara
- 1968 : Coplan sauve sa peau d'Yves Boisset : Mara - Eva
- 1968 : Bandits à Milan (Banditi a Milano) de Carlo Lizzani : une prostituée
- 1968 : Pas de roses pour OSS 117 (Niente rose per OSS 117) de Renzo Cerrato, Jean-Pierre Desagnat et André Hunebelle : Aïcha Melik
- 1968 : Le Bâtard (I bastardi) de Duccio Tessari : Karen
- 1968 : Franco, Ciccio et les Veuves joyeuses (Franco, Ciccio e le vedove allegre) de Marino Girolami : Daisy Smith
- 1969 : L'Auberge des plaisirs (Frau Wirtin hat auch eine Nichte) de Franz Antel : Pauline Borghese
- 1969 : Liz et Helen (A doppia faccia) de Riccardo Freda : Helen Brown
- 1969 : Venus in Furs de Jesús Franco : Olga
- 1969 : Cinq pour l'enfer (5 per l'inferno) de Gianfranco Parolini : Helga Richter
- 1969 : Sais-tu ce que Staline faisait aux femmes ? (Sai cosa faceva Stalin alle donne) de Maurizio Liverani : Margaret
- 1969 : Le Clan des frères Mannata (¡Viva América!) de Javier Setó : Lucia Barrett
- 1969 : Un sudario a la medida de José María Elorrieta : Kina Inn
- 1969 : Maximum Flic (Colpo rovente) de Piero Zuffi
- 1970 : Le Trône de feu (Il trono di fuoco) de Jesús Franco : Alicia Gray
- 1970 : Le Dépravé (Das Bildnis des Dorian Gray) de Massimo Dallamano : Gwendolin Wotton
- 1970 : Rendez-vous avec le déshonneur (Appuntamento col disonore) d'Adriano Bolzoni : Nikki
- 1971 : Nokaut de Boro Drašković : Olga
- 1971 : La Clinique sanglante (La bestia uccide a sangue freddo) de Fernando Di Leo : Cheryl Hume
- 1971 : Le belve de Giovanni Grimaldi : Judy
- 1974 : Les tueurs sont nos invités (Gli assassini sono nestri ospiti) de Vincenzo Rigo : Eliana
- 1982 : Les Derniers Monstres (Sesso e volentieri) de Dino Risi : Lady Jane
- 1983 : Stangata napoletana de Vittorio Caprioli : Fanny Fonseca

### Télévision
- 1969 : Il cenerentolo (téléfilm) : Jacqueline
- 1972 : Poigne de fer et séduction (The Protectors) (série TV) : Susan Crediton
- 1982 : Giorno dopo giorno (série TV) : Cinzia